# أوبوكو وير الثاني
أوبوكو وير الثاني هو عاهل ودبلوماسي ومحامي وسياسي غاني، ولد في 30 نوفمبر 1919 في كوماسي في غانا، وتوفي بنفس المكان في 26 فبراير 1999. انتخب List of rulers of Asante ‏ وانتخب سفير (1970 – ).